# Erik Trigger Olesen
Erik Trigger Olesen (født 20. august 1960 i Esbjerg ) er digter, lærer, havnearbejder og bosiddende i Esbjerg.
Efter job som kontorassistent i et fiskeeksportfirma begyndte han i 1982 som havnearbejder. Trigger Olesen startede tidligt med at skrive digte, som 18-årig sendte han sin første digtsamling til et forlag, men blev afvist. Første efter 13 år fik han debut i 1991 og havde da forsøgt gentagne gange og blandt andet fået optaget en række enkeltstående digte i Hvedekorn.
Trigger Olesen har siden 1997 haft tillidshverv i Dansk Forfatterforening.
I 2014 oprettede han sin egen forlagsvirksomhed, ANARKI, hvorfra han har udgivet to bøger.